# Sarin
Sarin, ou GB, é um composto organofosforado na formulação [(CH3)2CHO]CH3P(O)F.  É um líquido sem cor e sem cheiro, usado como  arma química devido à sua extrema potência sob o sistema nervoso. O gás sarin foi classificado como arma de destruição em massa na Resolução 687 das Nações Unidas. A produção e o armazenamento de sarin foram proibidas na Convenção sobre Armas Químicas, de 1993, na qual o sarin é classificado como "Substância do Anexo 1".

## Produção e estrutura
O sarin é uma molécula  quiral porque tem quatro substituintes quimicamente diferentes ligados ao centro de fósforo tetraédrico. A forma SP (o (–) isómero ótico) é o enantiômero mais ativo devido à sua maior ligação por afinidade a acetilcolinesterase. É geralmente fabricado como mistura racémica - uma mistura em partes iguais de ambas as formas de enantioméricas - da reação de alcoólise do metilfosfonil difluoreto com álcool isopropílico:
A Isopropilamina está também incluída na reacção para neutralizar o subproduto do fluoreto de hidrogénio. Como arma química binária ou bi-componente, podendo ser gerada in situ por esta mesma reacção.

## Efeitos biológicos

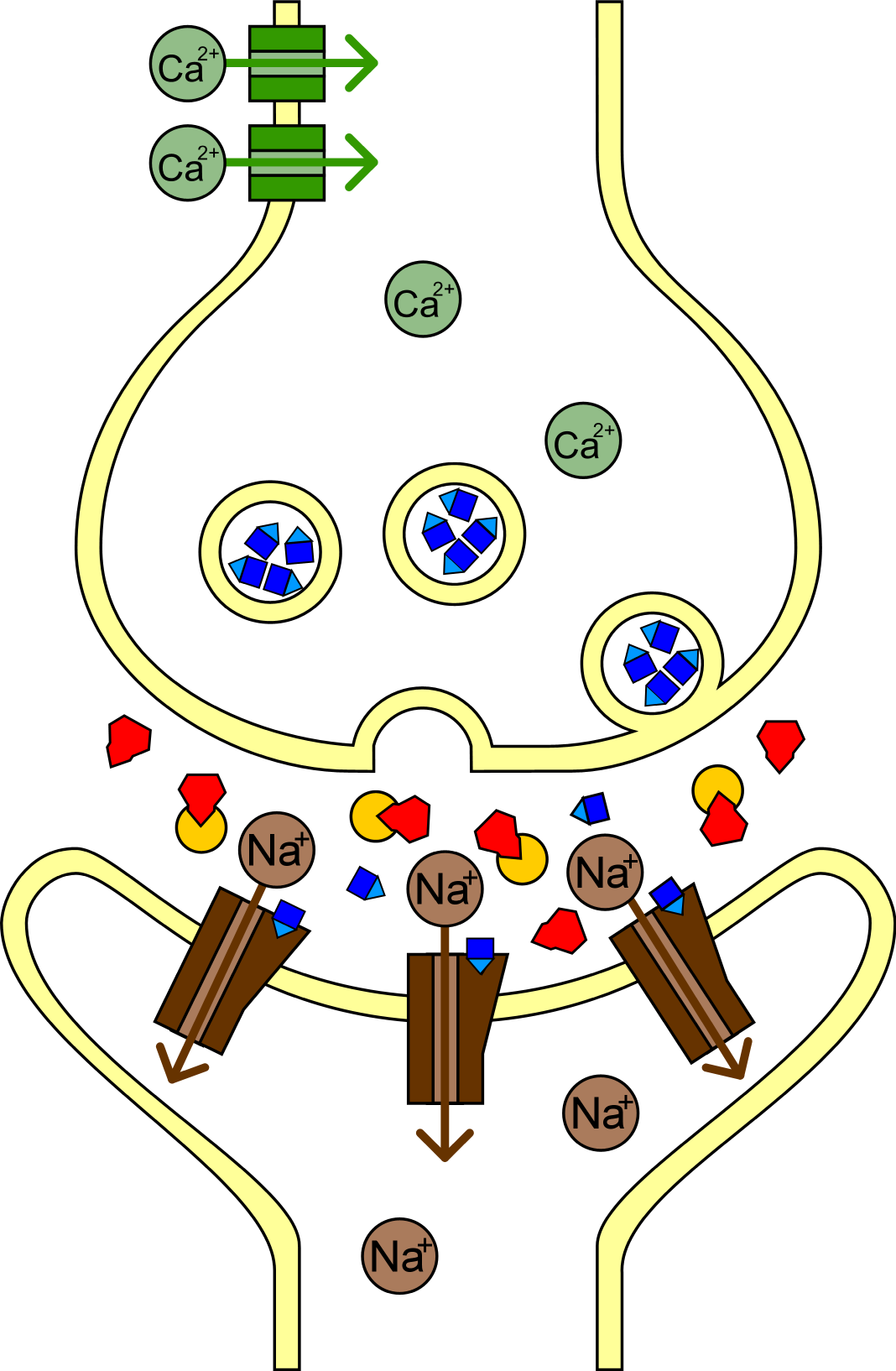
Sarin Wirkungsweise
Efeitos biológicos do Sarin na junção neuromuscular

O sarin é especificamente um potente inibidor da enzima  acetilcolinesterase, uma proteína que degrada o neurotransmissor acetilcolina depois de liberado na fenda sináptica. Nos vertebrados, a acetilcolina é o neurotransmissor presente na junção neuromuscular, em que os sinais são transmitidos entre os neurônios do sistema nervoso central às fibras musculares. Normalmente, a acetilcolina é libertada do neurônio para estimular o músculo, após degradada pela acetilcolinesterase, permitindo assim o relaxamento do músculo. A acumulação de acetilcolina na fenda sináptica, devido à inibição da colinesterase, significa que o neurotransmissor continua a actuar sobre a fibra muscular, de modo que quaisquer impulsos nervosos são transmitidos continuamente.
O sarin age sobre a colinesterase, formando um ligação covalente com o resíduo particular de serina no sítio ativo. O flúor é o grupo lábil, e o fosfoéster resultante é robusto e biologicamente inativo.

## Degradação e prazo de validade

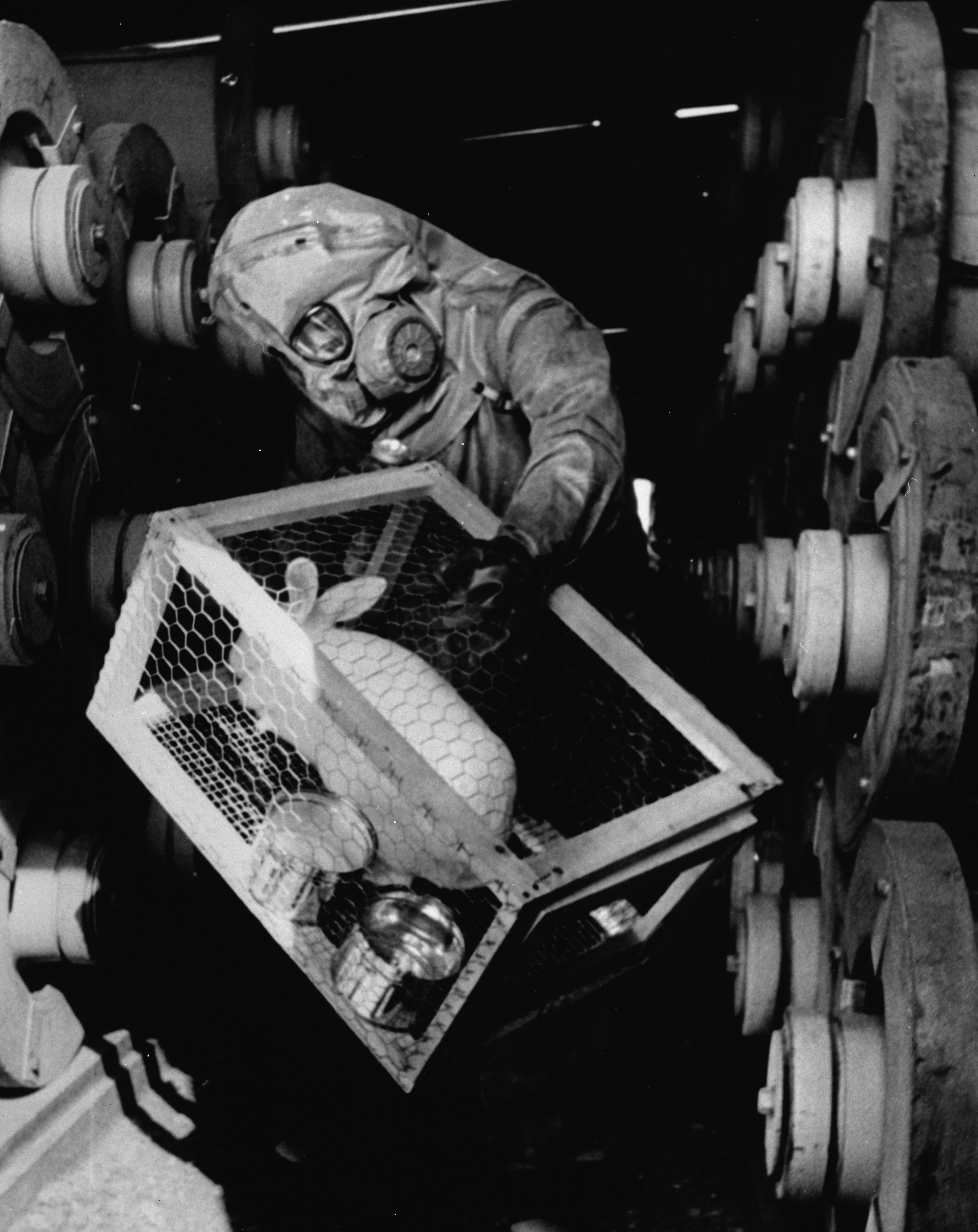
Um coelho sendo exposto para verificar vazamentos de sarin na planta de produção, Arsenal de Rocky Mountain (1970)

As reações químicas mais importantes de halogenetos de fosforilo é a hidrólise do vínculo entre o fósforo e o flúor. Esta ligação P - F é facilmente quebrada por agentes nucleófilos, tais como água e hidróxido. A elevados níveis de pH, decompõe-se rapidamente para derivados do ácido fosfônico atóxicos.
O sarin se degrada depois de um período de várias semanas a vários meses. Seu prazo de validade pode ser encurtado por impurezas nos materiais precursores. De acordo com a CIA, alguns tipos de sarin iraquiano tinham uma vida útil de apenas algumas semanas, devido principalmente à impurezas de precursores.

## Efeitos e tratamento
O sarin tem alta volatilidade (facilidade com que um líquido pode transformar-se em gás) relativamente semelhantes a outros agentes do sistema nervoso, portanto não só sua inalação pode ser muito perigosa como até concentrações de seu vapor podem penetrar a pele de imediato. As roupas de uma pessoa podem liberar sarin em cerca de 30 minutos depois de ter entrado em contato com o gás o que pode levar à exposição de outras pessoas.
Mesmo em concentrações muito baixas, o sarin pode ser fatal. A morte pode seguir cerca de um minuto após a ingestão direta de uma dose letal a menos que antídotos, tipicamente atropina e pralidoxima, sejam rapidamente administrados. A Atropina , um antagonista a receptor de acetilcolina muscarínicos, é administrado para tratar os sintomas fisiológicos da intoxicação. Uma vez que a resposta à acetilcolina muscular é mediada através dos receptores nicotínicos da acetilcolina, a atropina não contrariará os sintomas musculares. A pralidoxima pode regenerar a colinesterases quando administrado dentro de aproximadamente cinco horas. O Biperideno, um antagonista sintético da acetilcolina, tem sido sugerido como uma alternativa para a atropina, devido à sua melhor penetração barreira sangue-cérebro e maior eficácia.
O sarin é estimada em mais de 500 vezes mais tóxico do que cianeto. A dose letal mediana (LCt50) inalatória é 100 mg/min/m3. O LD50 de sarin injetados subcutaneamente em ratos é de 172 μg/kg. Segundo o Centers for Disease Control and Prevention (Centros para Controle e Prevenção de Doenças) nos Estados Unidos, os sintomas da exposição ao sarin são:
- coriza
- olhos lacrimejantes
- pupilas muito contraídas
- dor nos olhos
- visão turva
- salivação e transpiração excessiva
- tosse
- aperto no peito
- respiração rápida
- diarreia
- náusea, vômito e/ou dor abdominal
- aumento da frequência urinária
- confusão
- sonolência
- fraqueza
- dor de cabeça
- frequência cardíaca lenta ou rápida
- pressão sanguínea baixa ou alta

Os sintomas iniciais após a exposição ao sarin são a coriza, sensação de aperto no peito e constrição das pupilas. Logo depois, a vítima tem dificuldade em respirar e tem náuseas e salivação excessiva. Como a vítima continua a perder o controle de funções corporais, vomita, defeca e urina. Esta fase é seguida por  espasmos. Por fim, a vítima entra em coma e sufoca numa série de espasmo s convulsivos. Além disso, mnemônicos comuns para a sintomatologia de intoxicação por organofosforado, incluindo o gás sarin, são o "Bs assassinos", a broncorréia e o broncoespasmo, porque são a principal causa de morte, e SLUDGE - Salivação, lacrimejamento, micção, diarreia, desconforto gastrointestinal e vômito.

### Testes de diagnóstico
Estudos controlados em homens saudáveis têm demonstrado que uma dose oral atóxica de 0,43 mg  administrada em várias porções durante um intervalo de 3 dias provocou depressões máximas médias de 22 e 30%, respectivamente, no plasma e nos níveis de colinesterase dos eritrócitos. Uma dose única de 0,5 mg causou sintomas leves de intoxicação e uma redução média de 38% em ambas as medidas de atividade da colinesterase. O sarin no sangue é rapidamente degradado in vivo ou in vitro. Os seus metabolitos primários inactivos in vivo têm meia-vida do soro de cerca de 24 horas. O nível de soro não acoplado ao ácido isopropilmetilfosfonico (IMPA), um produto de hidrólise sarin, variou de 2-135 µg/L em sobreviventes de um ataque terrorista, durante as primeiras 4 horas após a exposição. O sarin ou seus metabolitos podem ser determinados no sangue ou na urina por cromatografia gasosa ou líquida, enquanto que a actividade da colinesterase é geralmente medida por métodos enzimáticos.

## História
O sarin foi descoberto em 1938 em Wuppertal-Elberfeld na Alemanha por cientistas da IG Farben que tentavam criar pesticidas mais fortes, sendo o sarin o mais tóxico dos agente neurotóxico da Série G feitos pela Alemanha. O composto, que se seguiu à descoberta do agente neurotóxico tabun, foi nomeado em homenagem a seus descobridores: Gerhard Schrader, Otto Ambros, Rüdiger e Van der Linde.

### Uso como arma

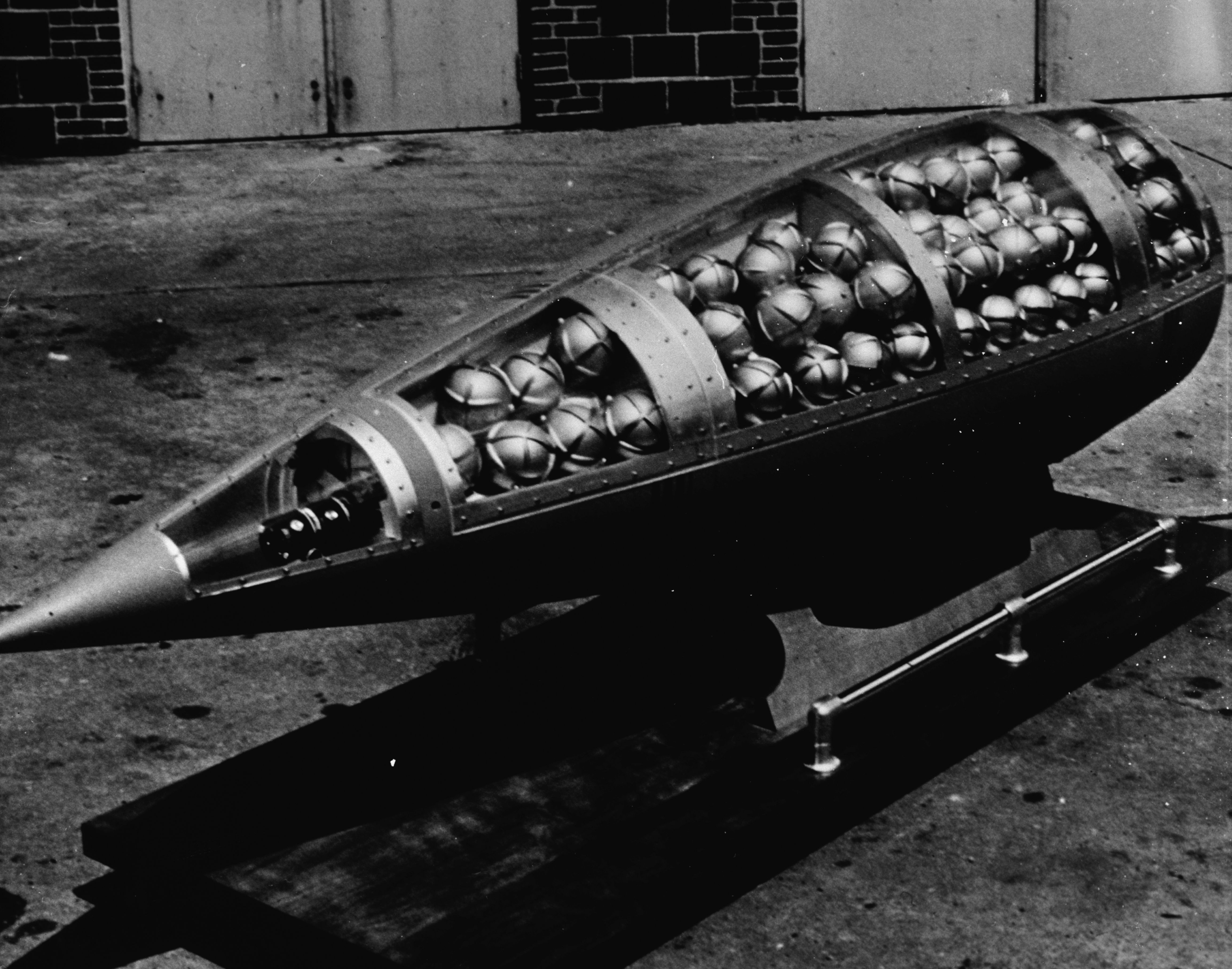
Ogiva do míssil norte-americano Honest John cortado mostrando bombas contendo sarin (c. 1960)

Em meados de 1939, a fórmula do composto foi passada para o departamento de guerra química do exército alemão, que ordenou que fosse produzido em massa para uso em tempos de guerra. Um certo número de fábricas-piloto foram construídas, e uma instalação de alta produção estava em construção (mas não foi terminada) até o final da Segunda Guerra Mundial. As estimativas para a produção total de sarin pela Alemanha nazista são de cerca de 500kg a 10 toneladas.
- 1950s (início): a OTAN adotou o sarin como arma química padrão. Tanto a União Soviética quanto os Estados Unidos produziram sarin para fins militares.
- 1953: Ronald Maddison, um engenheiro da Força Aérea de Consett, Condado de Durham, morreu em testes humanos com sarin na estação de testes com armas químicas Porton Down em Wiltshire. Dez dias depois de sua morte um inquérito foi realizado em segredo, o que retornou um veredicto de "infortúnio". Em 2004, o inquérito foi reaberto e, depois de uma audiência de 64 dias, o júri decidiu que Maddison tinha sido ilegalmente morto pela "aplicação de um agente neurotóxico em um experimento não terapêutico."[24]
- Março 1988: Durante o período de dois dias em março, a cidade curda de Halabja no norte do Iraque (70.000 habitantes), foi bombardeada com bombas químicas e de cluster, que incluiam o sarin, no Massacre de Halabja. Estima-se que 5000 pessoas morreram e mais de 7000 ficaram feridos.[25]
- Abril 1988: O sarin foi usado quatro vezes contra soldados iranianos em abril de 1988, no final da Guerra Irã-Iraque, ajudando as forças iraquianas a retomar o controle da Península de al-Faw durante a Segunda Batalha de al-Faw. Usando imagens de satélite, os Estados Unidos ajudaram as forças iraquianas a localizar a posição das tropas iranianas durante esses ataques.[26]
- 1993: A Convenção sobre Armas Químicas das Nações Unidas foi assinada por 162 países membros, o tratado proíbe a produção e o armazenamento de várias armas químicas inclusive o sarin. O acordo entrou em vigor em 29 de Abril de 1997, e pediu a destruição completa de todos os arsenais das armas químicas especificadas até Abril de 2007.[27]
- 1994: A seita religiosa japonesa Aum Shinrikyo lançou uma forma impura de sarin em Matsumoto, Nagano, matando oito pessoas e ferindo mais de 200.
- 1995: Novamente, a seita religiosa japonesa Aum Shinrikyo liberou sarin no metrô de Tóquio. Trinta pessoas morreram.
- 1998: Nos EUA, a Time Magazine e a CNN publicaram notícias não confirmadas de relatos alegando que, em 1970, a unidade da Força aérea norte-americana A-1E Skyraiders envolveu-se em uma operação secreta chamada Operação Tailwind, em que deliberadamente deixaram cair as armas contendo sarin sob tropas americanas que desertaram no Laos. A CNN e a Time Magazine depois se retratou sobre as histórias e demitiu os produtores responsáveis.[28] Os produtores, Oliver e Smith foram punidos, mas defenderam sua posição, reunindo um documento de 77 páginas suportando a história com depoimentos de militares que confirmam a utilização de sarin.
- 2004:  insurgentes iraquianos detonaram cápsulas 155mm contendo precursores bi-componentes para sarin perto de um comboio dos EUA no Iraque. A cápsula foi desenhada para misturar os produtos químicos ao girar durante o voo. A cápsula detonada libera apenas uma pequena quantidade de gás sarin para a explosão não misturar os agentes corretamente ou porque os produtos químicos dentro do reservatório tinha se degradado com a idade. Dois soldados Estados Unidos foram tratados após a exibição dos primeiros sintomas de exposição ao sarin.[29]
- 21 agosto de 2013: Mortes causadas por Sarin ocorreram em 21 agosto de 2013, em Ghouta região do Rif Dimashq Governatorato da Síria durante a Guerra Civil Síria. Fontes[30] estimam de 322[31] a 1,729 mortes e que nenhuma das vítimas apresentavam ferimentos aparentes.[32]
- 04 abril de 2017 - Um ataque à cidade síria de Khan Cheikhoun foi supostamente feito por gás. A Turquia, após realizar autópsia em vítima, afirmou que há indícios de que foi usado gás sarin. O regime de Bashar Al-Assad, por sua vez, nega que tenha usado armas químicas. Esse ataque matou, segundo a União das Organizações de Cuidados Médicos, pelo menos 100 pessoas e feriu mais de 400 . Há dezenas de crianças entre as vítimas do bombardeamento. Em retaliação, os Estados Unidos lançaram 59 mísseis Tomahawk contra uma base aérea na Síria .